# サンルイス州
サンルイス州（サンルイスしゅう）は、アルゼンチンの州である。人口は54万905人（2022年国勢調査）。
州都はサンルイス。なお、アルゼンチンの標準時はUTC-3だが、同州のみUTC-4（10月から4月はUTC-3）を使用しているため、秋から冬には西に隣接するメンドサ州を含む他の州よりも1時間遅れる。

## 隣接州
- ラ・リオハ州 (アルゼンチン)
- コルドバ州
- ラ・パンパ州
- メンドーサ州
- サンフアン州 (アルゼンチン)

## 下位行政区画
1. アジャクーチョ・デパルタメント (サンルイス州)（英語版）
2. ベルグラーノ・デパルタメント (サンルイス州)（英語版）
3. チャカブーコ・デパルタメント (サンルイス州)（英語版）
4. コロネル・プリングレス・デパルタメント (サンルイス州)（英語版）
5. ヘネラル・ペデルネーラ・デパルタメント（英語版）
6. ゴベルナドール・ドゥプイ・デパルタメント (サンルイス州)（英語版）
7. フアン・マルティン・デ・プエイレドン・デパルタメント（英語版）
8. フニン・デパルタメント (サンルイス州)（英語版）
9. リベルタドール・ヘネラル・サン・マルティン・デパルタメント (サンルイス州)（英語版）